# La sfida del Tigre
La sfida del Tigre (cinese mandarino: 滅絕七七S, Mie jue qi qiP; inglese: Challenge of the Tiger) è un film di arti marziali del 1980, diretto da Bruce Le, Richard Harrison (non accreditato) e Luigi Batzella (non accreditato), facente parte del filone cinematografico della Bruceploitation. È una produzione hongkonghese, statunitense e Italiana.

## Trama
Due agenti della CIA (un maestro di kung fu e un donnaiolo) tracciano la formula rubata per una potente droga che rende sterili persone e animali, passando dalla Spagna a Hong Kong e scontrandosi con terroristi e con un gruppo di spie vietnamite per il suo possesso.

## Produzione
Bruce Le fa da attore, regista, sceneggiatore e produttore del film. Viene affiancato alla regia da Richard Harrison e Luigi Batzella, entrambi non accreditati.
Fa parte del cast anche Hwang Jang-lee, già interprete insieme a Jackie Chan nei film Il serpente all'ombra dell'aquila e Drunken Master, entrambi del 1978, e poi di L'ultima sfida di Bruce Lee nel 1981, nel ruolo di Yang (capo delle spie vietnamite). Sono presenti anche Jon T. Benn (interprete del boss americano in L'urlo di Chen terrorizza anche l'occidente) e Bolo Yeung (interprete di Bolo ne I 3 dell'Operazione Drago) nel ruolo di Chang, un membro del gruppo di spie vietnamite.